# Bytostné Já
Bytostné Já (něm. das Selbst, angl. Self, lat. Ipse) označuje v analytické psychologii archetyp psychické celosti a středu, nadřazený organizující princip psychického jáství. V náboženských systémech nachází analytická psychologie různé psychologické manifestace archetypu v symbolech celosti a integrace.

## Specifická koncepce bytostného Já v analytické psychologii
Analytická psychologie rozlišuje pojem vědomí od psychického jáství – ego-komplexu. Vědomé já je zakotvené ve světě vědomí, zatímco určité komponenty duševna leží mimo zorné pole vědomí, v nevědomí. Obě části dostávají vyjádření ve fenoménu psychické celosti – bytostném Já. Na něj je také vázán smysl (teleologie) individuality, je jejím nejčistším a nejdokonalejším ztělesněním a náleží mu atributy jedinečnosti a neopakovatelnosti. Vědomé já je subjektem vědomí, bytostné Já je subjektem celé, tedy i nevědomé psýché. Individuální já se může různě zařazovat do kontextu s archetypem celosti. Tento proces se nazývá individuací a může být přirozený nebo podněcovaný pomocí psychoterapie.
Vztah vědomí k nevědomí není statický, ale dynamický stav psychické rovnováhy. V jeho základě vždy stojí ústřední archetyp celosti. Rozsah vědomí a význam já se zvětšuje integrací a asimilací nevědomých obsahů, které jsou projikovány do vnějšího světa. To má terapeutickou hodnotu v případě, že já je pod silným vlivem nějakého nevědomého archetypu. Z opačné strany hrozí riziko inflace (nadutosti) já. Musí dojít ke kritickému rozlišení mezi já a postavami nevědomí, jimž je však potřeba přiznat autonomní realitu psychické povahy. Nelze je pouze prohlásit za neskutečné, čímž by mohlo dojít naopak k asimilování bytostného Já ve vědomém já jejich psychologizací. Realita musí být chráněna proti věčnému, všudypřítomnému snovému stavu. Plynoucí obtíže z inflace nevědomých obsahů se řeší posílením ctností, trpělivosti, svědomitosti, pozornosti. Naopak domýšlivost já muže být zviklána morálními porážkami.
Fenomén bytostného Já jako transcendentního pojmu zahrnujícího vědomé i nevědomé obsahy lze popsat jenom v podobě nějaké antinomie, která musí být doplněna protikladnými atributy (jedinečnost × všeobecnost, neopakovatelnost × věčnost). Pojem celosti zní abstraktně, avšak referují na něj empirické fenomény vyjadřované v symbolech mandal a kvaternit, jež jí dávají empirickou existenci v produktech snů nebo v umění národů. Individuální mandaly jsou symboly řádu, které zažehnávají rušivé síly temnoty. Chaos se mění v kosmos přetvářením přítomných archetypů. Carl Gustav Jung si této aktivity všiml u dezorientovaných pacientů. Symboly bytostného Já nejsou jen arbitrárně přiznanou hodnotou, ale kolektivní hodnotou, jež existuje a rozvíjí se sama o sobě, ať si je toho subjekt vědom nebo ne. Jako metoda k vyjádření celostního symbolu se používá výklad snů, asociací nebo aktivní imaginace.
Ačkoliv idea bytostného Já slouží v psychologii jako pracovní hypotéza, chybějící charakter historické události zjevení nachází v náboženských symbolech. Každý psychický proces se pojí s citovým zabarvením. To udává míru afektu, jímž je subjekt dotčen a zatažen do procesu, jímž pocítí celou váhu skutečnosti. Symbol je proto vybaven určitou numinozitou a jsou přítomné jeho mytologické aspekty. Východní átman, tao nebo západní symbol Krista, jsou produktem poznání, založeného na zkušenosti nevědomí, které produkuje archetypický symbol. Bytostné Já se díky svým empirickým vlastnostem jeví jako idea všech nejvyšších představ celosti a jednoty, které jsou vlastní monoteistickým systémům. Symbol jednoty a celosti stojí na nejvyšším stupni.

## Převod německého das Selbst do češtiny
V české odborné literatuře se setkáme s určitou škálou překladů německého das Selbst. Bytostné Já převažuje ve vydávání souborného Jungova díla v překladech vedených PhDr. Karlem Plockem. Rudolf Starý převádí das Selbst jako Svébytnost, Hugo Široký často používá latinské Ipse s komentářem „vnitřní probuzené já“. Někteří překladatelé dávají přednost anglické obdobě slova – Self. V žádném z uvedených jazyků se však nelze vyhnout kontextuálnímu čtení tohoto pojmu.

## Symbolika bytostného Já

### Symbol Krista
Pravý obraz Boží představuje celost božského nebo nebeského druhu. Carl Gustav Jung nachází oporu v rané křesťanské teologii (evangelia, Órigenés – „Duše je podobná Kristu jako obrazu neviditelného Boha“, svatý Augustin – „Máme něco, v čem je obraz Boží, ducha a rozum“, aj.) Ale i výzvy k proměnění volají po obnovení do původního stavu (apokatastasis), spojení s původním obrazem Božím. Kristus jako historický člověk je jedinečný, jako Bůh je všeobecný a věčný. Podle Junga atribut duchovnosti a dobra nese protiklad hmoty a zla – zde usuzuje na antikrista – temný aspekt.

### Symbolika v alchymii
- Hieros gamos (posvátný sňatek) – sjednocení mužského a ženského principu
- Dílo – završení procesu výroby (hledání) Kamene mudrců